# Tremapterus
Tremapterus is een geslacht van halfvleugeligen uit de familie Aphrophoridae. De wetenschappelijke naam van dit geslacht is voor het eerst geldig gepubliceerd in 1850 door Spinola.

## Soorten
Het geslacht Tremapterus omvat de volgende soorten:
- Tremapterus dregei Spinola, 1850
- Tremapterus major Jacobi, 1910
- Tremapterus occidentalis Schumacher, 1912